# Thabang Monare
Thabang Monare (Provincia de Mpumalanga, Sudáfrica, 16 de septiembre de 1989) es un futbolista de Sudáfrica que juega en la posición de centrocampista con el Sekhukhune United FC de la Premier Soccer League.

## Carrera

### Club
| Periodo   | Club                 |
| --------- | -------------------- |
| 2012-2016 | Jomo Cosmos          |
| 2016–2020 | Bidvest Wits         |
| 2020-2024 | Orlando Pirates      |
| 2024–     | Sekhukhune United FC |

### Selección nacional
Debutó con Sudáfrica el 5 de julio de 2015 en la victoria por 2-0 sobre Mauricio en Belle Vue por la clasificación para el Campeonato Africano de Naciones de 2016. Consiguió el tercer lugar en la Copa Africana de Naciones 2023.

## Logros
- Premier Soccer League (1): 2016/17
- Copa Nedbank (1): 2022/23
- Copa de la Liga de Sudáfrica (1): 2016/17
- MTN 8 (1): 2016